# Моногибридное скрещивание
Моногибридное скрещивание — скрещивание форм, отличающихся друг от друга по одной паре изучаемых альтернативных признаков, за которые отвечают аллели одного гена.

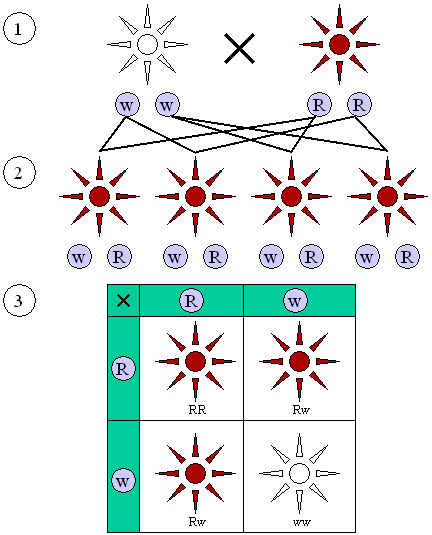
Рисунок 1 : Шаблон, показывающий наследование доминантных (красного) и рецессивного (белый) фенотипов, когда каждый родитель (1) гомозиготен для доминантного либо рецессивного признака. Все члены I поколения гетерозиготны и имеют один и тот же общий для всех фенотип (2), в то время как поколение II показывает соотношение 3:1 доминантного к рецессивному фенотипам (3).

Моногенное наследование, изучаемое при моногибридном скрещивании — это наследование признака, за проявления которого отвечает один ген, различные формы которого называют аллелями. Например, при моногибридном скрещивании между двумя чистыми линиями растений, гомозиготных по соответствующим признакам — одного с жёлтыми семенами (доминантный признак), а другого с зелёными семенами (рецессивный признак), можно ожидать, что первое поколение будет только с жёлтыми семенами, потому что аллель жёлтых семян доминирует над аллелью зелёных.

## Примеры
Примерами моногибридного скрещивания могут служить опыты, проведённые Грегором Менделем: скрещивания растений гороха, отличающихся друг от друга одной парой альтернативных признаков: жёлтая и зелёная окраска, гладкая и морщинистая поверхность семян, красная и белая окраска цветков и др.

## Результаты
Результат моногибридного скрещивания в первом поколении — единообразие полученных гибридов (все потомки будут гетерозиготными). Результатом моногибридного скрещивания гетерозиготных потомков второго поколения будет 75 % вероятность проявления доминантного фенотипа и 25%-ая вероятность проявления рецессивного фенотипа во втором поколении гибридов (закон расщепления 3:1). Такой результат будет наблюдаться только при полном доминировании (фенотип гетерозигот Аа совпадает с фенотипом гомозигот АА). По генотипу во втором поколении гибридов наблюдается расщепление 1:2:1 (около 50% особей имеют генотип Аа и по 25% - генотипы АА и аа). При неполном доминировании (когда особи с генотипом Аа имеют фенотип, промежуточный между фенотипами гомозигот) расщепление по фенотипу во втором поколении гибридов будет совпадать с расщеплением по генотипу. Так, при скрещивании чистых линий растения ночной красавицы Mirabilis jalapa с красными и белыми цветками все гибриды первого поколения имеют розовые цветки. Во втором поколении наблюдается расщепление 1 белый : 2 розовых : 1 красный.

## Применение
Как правило, моногибридное скрещивание используется для определения того, каким будет второе поколение от пары родителей, гомозиготных по доминантному и рецессивному аллелю соответственно.